# Cuillère à pamplemousse
 (février 2023).
Si vous disposez d'ouvrages ou d'articles de référence ou si vous connaissez des sites web de qualité traitant du thème abordé ici, merci de compléter l'article en donnant les références utiles à sa vérifiabilité et en les liant à la section « Notes et références ».

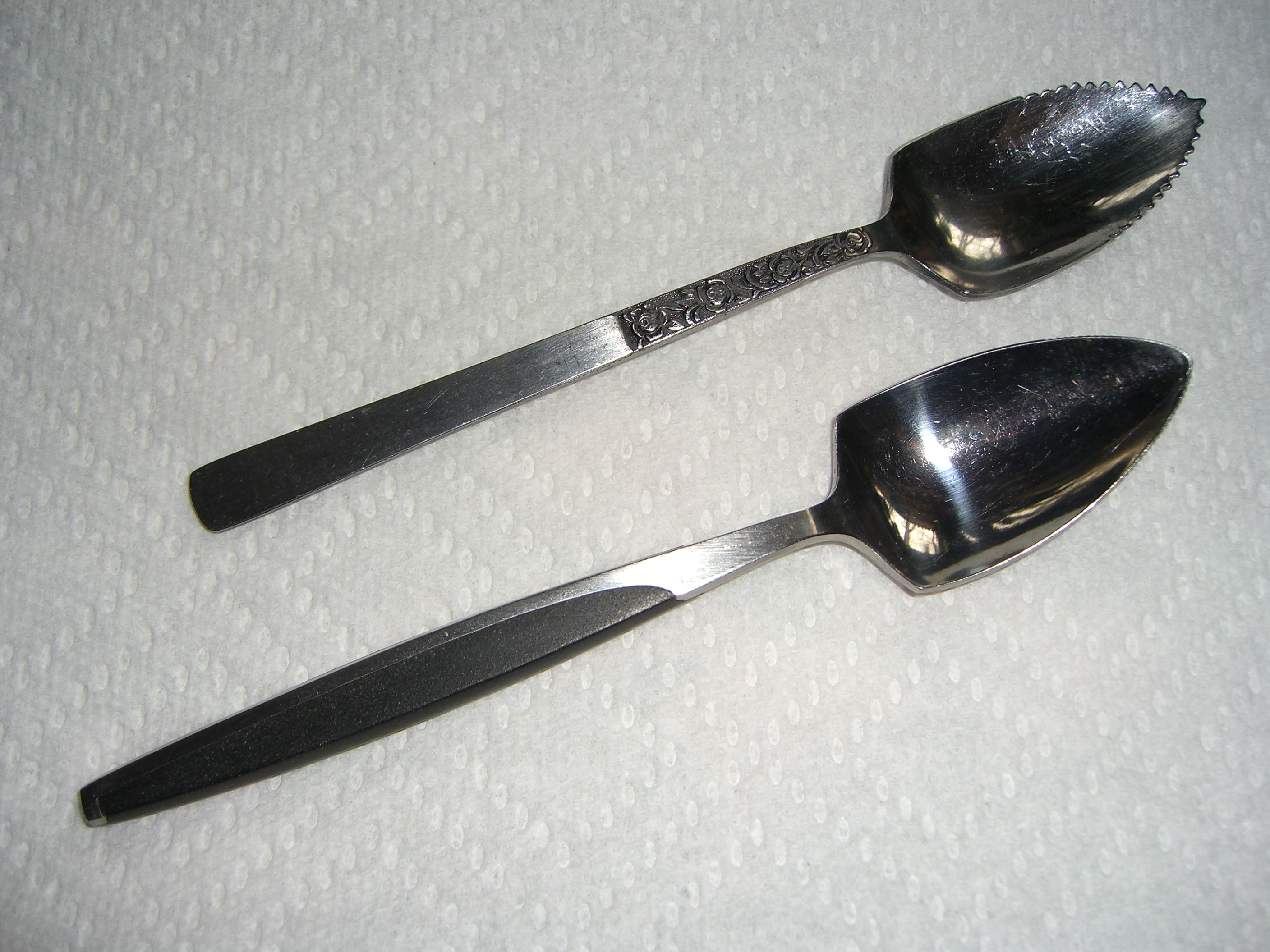
Deux cuillères à pamplemousse.

Une cuillère à pamplemousse est une petite cuillère dont la pointe ou les côtés sont dentés, ce qui, avec une forme oblongue, facilite la séparation de la pulpe du zeste des agrumes. De plus, le manche peut avoir été choisi pour donner une bonne prise au moment de retirer la pulpe du fruit, comme dans le cas de manches en bambou.
Généralement, ces cuillères ne font pas partie des ménagères, mais sont vendues séparément.
Il existe aussi des cuillères plus finement dentées pour consommer aussi les kiwis.

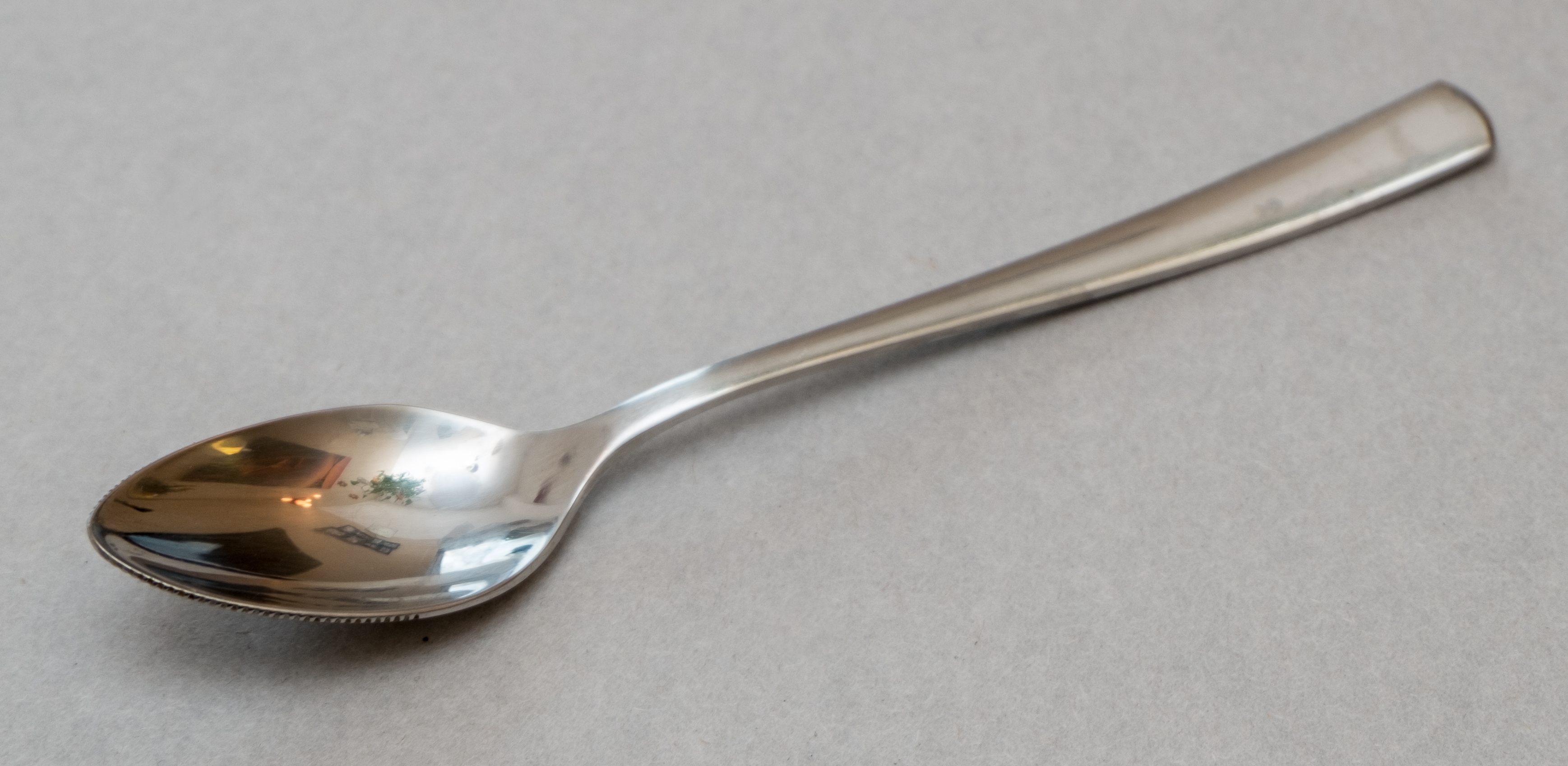
Une cuillère à kiwi.